# 모들린 칼리지 (옥스퍼드 대학교)

모들린 칼리지

모들린 칼리지(Magdalen College, /ˈmɔːdlɪn/)는 옥스퍼드 대학교를 구성하는 칼리지 중 하나로, 1458년 웨인플릿의 윌리엄(William Waynflete)이 창립하였다.